# Susanne Schlenzig
Susanne Schlenzig (* 20. November 1970 in Berlin) ist eine ehemalige deutsche Schauspielerin. 

## Leben
Nach dem Abitur studierte sie zunächst Grafik und Malerei und arbeitete nebenbei am Theater (Bühnenbild, Regieassistenz, Bühnentechnik). Nach privatem Unterricht wurde sie direkt an der Neuen Münchner Schauspielschule aufgenommen. Danach spielte sie 1997 bis 1999 am Deutsch-Sorbischen Volkstheater in Bautzen, anschließend 1999 bis 2000 am Landestheater in Hannover. Susanne Schlenzig arbeitet für die Sophiensaele in Berlin an einem selbst entwickelten Zwei-Personen-Stück. Im Fernsehen ist sie vor allem durch die Serien Hinter Gittern – Der Frauenknast und Alles was zählt bekannt wurde, seit 2007 arbeitet sie nicht mehr als Schauspielerin.

## Filmografie

### Fernsehen
- Marienhof
- 2000–2004: Hinter Gittern – Der Frauenknast als Simone Bach
- 2004: Alphateam – Die Lebensretter im OP
- 2005: SOKO Leipzig
- 2005: Bianca – Wege zum Glück als Simone Morgenrot †  (Folge 143–164)
- 2006–2007: Alles was zählt als Jutta Sommer (Folge 1–181, 190–192, 311–314)
- 2010: Liebesjahre – Regie: Matti Geschonneck als Maklerin

### Kino
- 1997: Allee der Kosmonauten
- 1998: Fast Fuck
- 1999: Rotlicht
- 2005: Helena – die anderen leben
- 2010: Die Geburt